# Чина гладенька
Чина гладенька, горошок гладенький (Lathyrus laevigatus) — вид рослин родини бобові (Fabaceae), поширений у Європі, у тому числі Україні. У ЧКУ вид має статус «рідкісний».

## Опис
Багаторічна трав'яниста рослина 30–60 см завдовжки. Прилистки широколанцетні або лінійно-ланцетні. Листочки трохи загострені, знизу розсіяно запушені. Квітконоси з 6–12 квіток, майже рівні листкам. Квітки 15–22 мм завдовжки. Біб голий, 60–70 мм завдовжки.

## Поширення
Поширений у Європі: Австрія, Чехія, Словаччина, Угорщина, Польща, Білорусь, Литва, Росія, Україна, колишня Югославія, Румунія.
В Україні зростає в тінистих лісах, серед чагарників — в західній частині. Декоративна, медична.

## Галерея

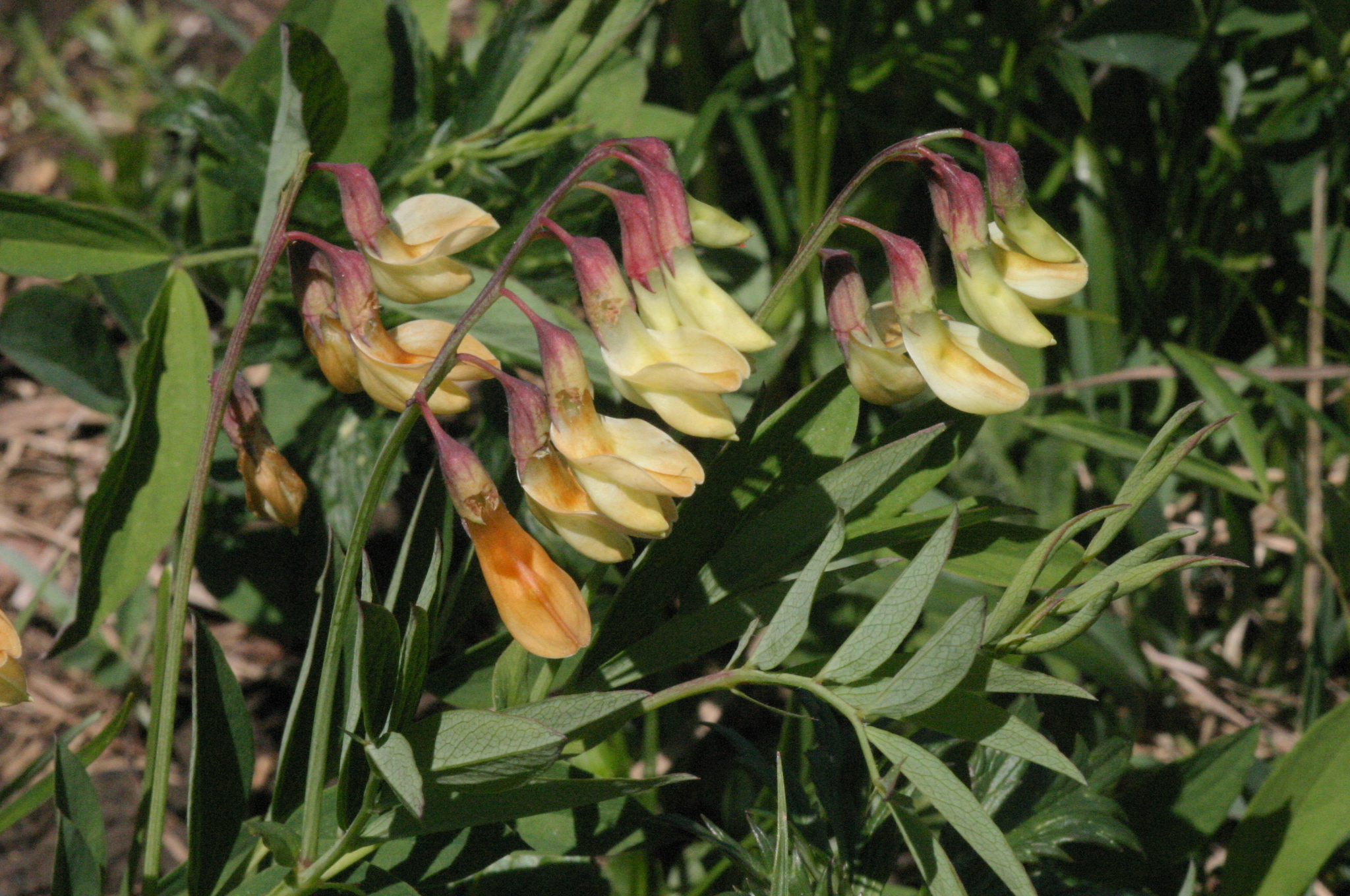
суцвіття
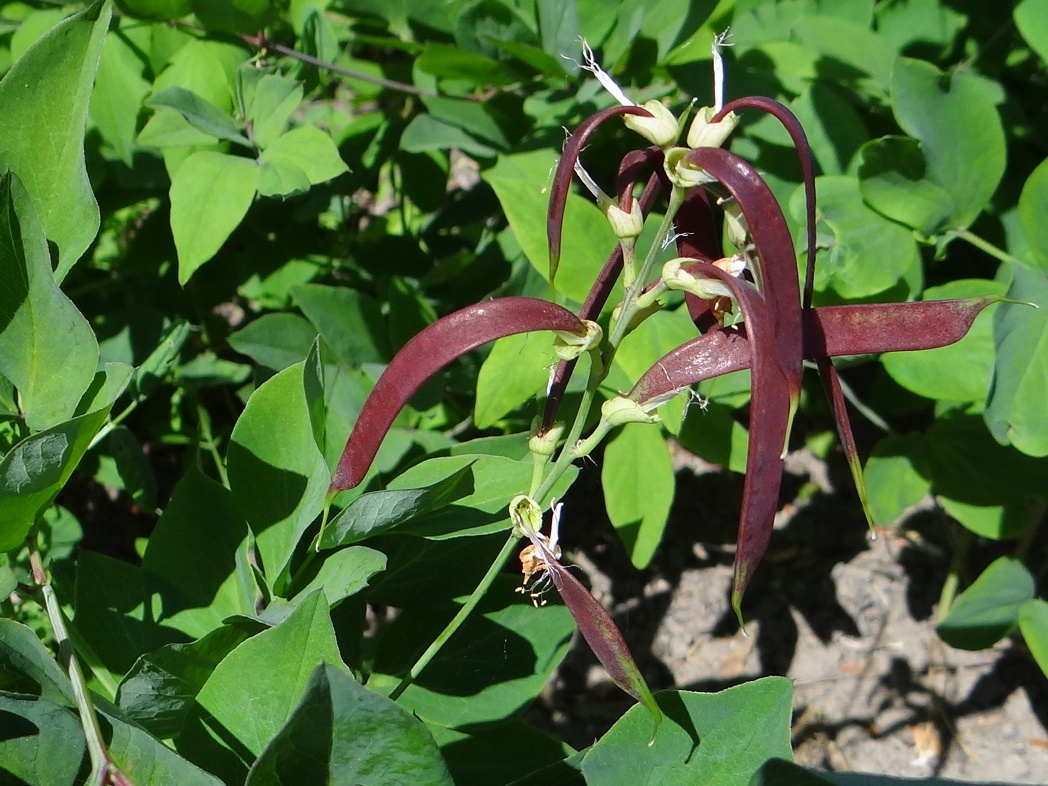
плоди